# Bataille du col de Maravar
Guerre d'Afghanistan
La bataille du col du Maravar est une opération de la 1re compagnie du 334e groupe de Spetsnaz dans les villages afghans de Sangam et Daridam les 21 et 22 avril 1985 pendant la guerre soviétique en Afghanistan. À la suite des combats le capitaine Tsebruk, commandant des Soviétiques, se fait tuer en engageant un combat avec des moudjahidines.